# François Angeli
Pour les articles homonymes, voir Angeli.
François Angeli, né le 13 février 1890 à Ambert (Puy-de-Dôme) où il est mort le 30 mai 1974, est un peintre et graveur français. Il est le frère de Jean Angeli, dit « Jean l'Olagne », ami d'enfance d'Henri Pourrat.

## Biographie
Il expose à Clermont-Ferrand au Salon des Artistes d'Auvergne de 1921 à 1969, à Paris au Salon des Indépendants de 1924 à 1966 et au Salon d'automne de 1924 à 1954.
Ses toiles et ses bois s'inspirent du Livradois. Il a illustré de nombreux livres d'Henri Pourrat, dont Gaspard des Montagnes ou Dans l'herbe des trois vallées. Il est régulièrement cité dans la correspondance Alexandre Vialatte - Henri Pourrat.

## Œuvres
- 1923 : Médaille du tricentenaire de Blaise Pascal[4].
- 1937 : décor de la salle du Conseil de l'Université de Clermont[5].
- ? :  aquarelle représentant le grand escalier[6] (conservée à l'abbaye de la Chaise-Dieu).